# Jacques Français
Pour les articles homonymes, voir Français (homonymie).
Jacques Français, né le 3 juillet 1923 à Paris et décédé le 4 février 2004 à Manhattan (New York), est un expert des instruments à cordes frottées et un luthier. Issu d'une famille de luthiers célèbres, Jacques Français est réputé pour ses connaissances approfondies des instruments d'exceptions, notamment les violons Stradivarius et Guarneri del Gesù, ainsi que des transactions et expositions qu'il a organisé.

## Biographie
Jacques Français est né à Paris le 3 juillet 1923. Son père et ses grand-pères sont les luthiers Émile Français (1894-1984), Henri Français (1861-1943) et Albert Caressa (1866-1939),,. Son parrain est également le violoniste Jacques Thibaud.
Jacques Français est dirigé vers une carrière de luthier par son père. Il part en apprentissage à Mirecourt puis Mittenwald, les capitales de la lutherie française et allemande.
Durant la seconde guerre mondiale, Jacques Français combat avec les forces françaises libres dans les troupes de chasseurs alpins. Après la capitulation nazie, il est envoyé à Vienne avec les troupes d'occupation alliées.
Au sortir de la guerre, le jeune luthier part pour New York où pour compléter son apprentissage auprès de Rembert Wurlitzer, un luthier spécialisé dans la restauration de violons d'exception. Après une année, il revient à Paris et termine définitivement sa formation dans l'atelier familial Émile Français. Auprès de son père qui l'oriente vers l'expertise et l'authentification des instruments.
En 1948, Jacques Français part s'installer définitivement à New York. Il y fonde une entreprise d'expertise et de conseils en lutherie. Durant sa carrière, Jacques Français a organisé les transactions de plusieurs instruments notables. Il a également organisé des expositions présentant au public des violons d'exception.
Atteint de la maladie de Parkinson sur la fin de sa vie, Jacques Français meurt à Manhattan le 4 février 2004.

## Lutherie

### Expertise
Mondialement reconnu pour ses connaissances et son expertise des instruments rares et précieux, Jacques Français a organisé les transactions de nombreux violons et violoncelles notables, en particulier les instruments Stradivarius et Guarneri del Gesù. Il a par exemple organisé la vente record d'un violoncelle stradivarius en 1996,.
Pour mener ses expertises, Jacques Français optait pour une méthode analytique. Il commençait par une première analyse de la globalité de l'instrument. Celle-ci lui permettait d'émettre plusieurs hypothèses qu'il cherchait alors à confirmer ou infirmer par un travail sur les détails. Il expliquait que travailler avec le processus inverse (partir des détails et en faire une synthèse) pouvait fonctionner mais présentait davantage de risques d'erreurs. Il essayait ainsi de suivre une démarche standard qui lui permettait de structurer ses réflexions, sans toutefois poser un cadre trop rigide qui se serait révéler inadapté. S'il accordait une place importante à l'étude des étiquettes dans le but de déterminer l'authenticité des instruments, comme de nombreux experts avant lui, Jacques Français appréciait également l'utilisation de nouvelles technologies (comme la lumière noire) pour enrichir ses investigations.
Jacques Français faisait de la mémoire visuelle une qualité essentielle dans l'apprentissage de l'expertise et de l'authentification. Il insistait sur la nécessité pour les jeunes de fréquenter des musiciens disposant d'instruments notables ainsi que de consulter et mémoriser les photographies d'instruments pour contourner les difficultés d'accès aux instruments d'exception.
Conscient que les expertises peuvent être erronées et que leur qualité dépend des connaissances disponibles sur les instruments, les luthiers et les techniques utilisées, Jacques Français défendait la possibilité de réaliser des études et d'avoir accès aux instruments notables. À travers ces informations, il expliquait que les experts seraient mieux à même de comprendre les variations et les différences de facture entre les artisans mais aussi pour un même luthier.

### Mise en avant de la lutherie
Intéressé à faire découvrir son artisanat et les instruments célèbres, Jacques Français organise à New York en 1971 une importante exposition de violons français anciens. En 1985, il parvient également à reconstituer un quatuor de stradivarius (2 violons, un alto et un violoncelle) qui avait été séparés au cours du temps.

### Point de vue sur les violons crémonais
Jacques Français défendait l'hypothèse du vernis pour expliquer la qualité des violons crémonais, notamment les stradivarius.

## Vie privée
Jacques Français a été marié à trois reprises. Il est le père d'une fille.